# Dexter (Maine)
Dexter ist eine Town im Penobscot County des Bundesstaates Maine in den Vereinigten Staaten. Im Jahr 2020 lebten dort 3803 Einwohner in 2134 Haushalten auf einer Fläche von 96,24 km².

## Geografie
Nach dem United States Census Bureau hat Dexter eine Gesamtfläche von 96,24 km², von der 90,99 km² Land sind und 5,26 km² aus Gewässern bestehen.

### Geografische Lage
Dexter liegt im Südwesten des Penobscot Countys, im Norden grenzt das Piscataquis County an und im Westen das Somerset County. Mehrere kleinere Flüsse durchziehen das Gebiet. Zentral in Dexter liegt der Lake Wassookeag und im Südosten der Echo Lake. Die Oberfläche ist eben, ohne nennenswerte Erhebungen.

### Nachbargemeinden
Alle Entfernungen sind als Luftlinien zwischen den offiziellen Koordinaten der Orte aus der Volkszählung 2010 angegeben.
- Norden: Sangerville, Piscataquis County, 11,5 km
- Nordosten: Dover-Foxcroft, Piscataquis County, 16,6 km
- Osten: Garland, 10,3 km
- Südosten: Exeter, 15,0 km
- Süden: Corinna, 11,1 km
- Südwesten: St. Albans, Somerset County, 15,4 km
- Westen: Ripley, Somerset County, 11,0 km
- Nordwesten: Parkman, Piscataquis County, 13,4 km

### Stadtgliederung
In Dexter gibt es mehrere Siedlungsgebiete: Carr Corner, Coolidge Corner, Dexter, Haseltine Corner, Jennings Corner, North Dexter, Silvers Mills, South Dexter und Spooners Mill.

### Klima
Die mittlere Durchschnittstemperatur in Dexter liegt zwischen −11,1 °C (12 °F) im Januar und 20,6 °C (69 °F) im Juli. Damit ist der Ort gegenüber dem langjährigen Mittel der USA um etwa 9 Grad kühler. Die Schneefälle zwischen Oktober und Mai liegen mit bis zu zweieinhalb Metern mehr als doppelt so hoch wie die mittlere Schneehöhe in den USA; die tägliche Sonnenscheindauer liegt am unteren Rand des Wertespektrums der USA.

## Geschichte
Das Gebiet von Dexter wurde im Jahr 1772 vermessen und bekam den Namen Township No. 4, Fifth Range North of Waldo Patent (T4 R5 NWP), jedoch erreichte mit David Smith erst im Jahr 1801 der erste Siedler das Gebiet. Zunächst wurde das Gebiet Elkinstown Plantation genannt. Aufgeteilt wurde das Gebiet im Jahr 1803 und für weitere Siedler parzelliert. Den Grant für das Township erhielten im Jahr 1804 Amos Bond und acht weitere Anteilseigner. Am 17. Juni 1816 wurde Dexter als Town organisiert und nach Samuel Dexter benannt.
Die Dexter and Newport Railroad wurde 1853 gegründet und verband Dexter mit Newport Junktion. Im Jahr 1868 wurde die Bahnstrecke Newport Junction–Dover-Foxcroft gegründet und im Jahr 1888 die Dexter and Piscataquis Railroad. Die Bahnstrecken sind heute stillgelegt.

### Einwohnerentwicklung
| Volkszählungsergebnisse – Town of Dexter, Maine | Volkszählungsergebnisse – Town of Dexter, Maine | Volkszählungsergebnisse – Town of Dexter, Maine | Volkszählungsergebnisse – Town of Dexter, Maine | Volkszählungsergebnisse – Town of Dexter, Maine | Volkszählungsergebnisse – Town of Dexter, Maine | Volkszählungsergebnisse – Town of Dexter, Maine | Volkszählungsergebnisse – Town of Dexter, Maine | Volkszählungsergebnisse – Town of Dexter, Maine | Volkszählungsergebnisse – Town of Dexter, Maine | Volkszählungsergebnisse – Town of Dexter, Maine |
| Jahr                                            | 1800                                            | 1810                                            | 1820                                            | 1830                                            | 1840                                            | 1850                                            | 1860                                            | 1870                                            | 1880                                            | 1890                                            |
| ----------------------------------------------- | ----------------------------------------------- | ----------------------------------------------- | ----------------------------------------------- | ----------------------------------------------- | ----------------------------------------------- | ----------------------------------------------- | ----------------------------------------------- | ----------------------------------------------- | ----------------------------------------------- | ----------------------------------------------- |
| Einwohner                                       |                                                 |                                                 | 461                                             | 885                                             | 1464                                            | 1948                                            | 2363                                            | 2875                                            | 2563                                            | 2732                                            |
| Jahr                                            | 1900                                            | 1910                                            | 1920                                            | 1930                                            | 1940                                            | 1950                                            | 1960                                            | 1970                                            | 1980                                            | 1990                                            |
| Einwohner                                       | 2941                                            | 3530                                            | 4113                                            | 4063                                            | 3714                                            | 4126                                            | 3951                                            | 3725                                            | 4286                                            | 4419                                            |
| Jahr                                            | 2000                                            | 2010                                            | 2020                                            | 2030                                            | 2040                                            | 2050                                            | 2060                                            | 2070                                            | 2080                                            | 2090                                            |
| Einwohner                                       | 3890                                            | 3895                                            | 3803                                            |                                                 |                                                 |                                                 |                                                 |                                                 |                                                 |                                                 |

## Kultur und Sehenswürdigkeiten

### Bauwerke
In Dexter wurden mehrere Bauwerke ins National Register of Historic Places aufgenommen.
- Abbott Memorial Library, 1978 unter der Register-Nr. 78000190.[9]
- Bank Block, 1999 unter der Register-Nr. 99000375.[10]
- Dexter Grist Mill, 1975 unter der Register-Nr. 75000104.[11]
- Dexter Universalist Church, 1985 unter der Register-Nr. 85001258.[12]
- Zions Hill, 1989 unter der Register-Nr. 89001705.[13]

## Wirtschaft und Infrastruktur

### Verkehr
In Dexter kreuzt sich die nordsüdlich später in westliche Richtung verlaufende Maine State Route 23 mit der ebenfalls nordsüdlich später jedoch östlich verlaufenden Maine State Route 7. Am Kreuzungspunkt zweigt zudem die Maine State Route 94 in östliche Richtung ab.

### Öffentliche Einrichtungen
In Dexter gibt es eine medizinische Einrichtung. Weitere nächstgelegene Einrichtungen und Krankenhäuser für die Bewohner von Dexter befinden sich in Hartland, St. Albans und Dover-Foxcroft.
Die Abbott Memorial Library liegt an der One Church Street in Dexter.

### Bildung
Dexter gehört mit Athens, Brighton Plantation, Exeter, Garland, Harmony und Ripley zum Maine School Administrative District 46 und AOS 94.
Im Schulbezirk werden folgende Schulen angeboten:
- Ridge View Community School in Dexter, mit Schulklassen von Pre-Kindergarten bis zum 8. Schuljahr
- Harmony Elementary School in Harmony, mit Schulklassen von Pre-Kindergarten bis zum 8. Schuljahr
- Athens Community School in Athens, mit Schulklassen  von Pre-Kindergarten bis zum 8. Schuljahr
- Dexter Regional High School in Dexter, mit Schulklassen vom 9. bis zum 12. Schuljahr

## Persönlichkeiten

### Söhne und Töchter der Stadt
- Owen Brewster (1888–1961), Politiker und Gouverneur von Maine
- Hiram Tuttle (1882–1956), Dressurreiter